# Султан Хан
Султан Хан (Sultan Han) - великий караван-сарай сельджуцької архітектури 13 століття, розташований у місті Султанхані, провінція Аксарай, Туреччина. Це один з трьох монументальних караван-сараїв навколо Аксараю і розташований близько 40 км захід від Аксарая по дорозі до Коньї. 

## Історія
Укріплена будівля була побудована  сирійським архітектором Мухаммадом ібн Кхалван аль-Дімашкі  (тобто з Дамаска)  в 1229 році (датовано по написах), під час правління сельджуків султана Кей-Кубада I (1220-1237), уздовж торгового шляху Узун Йолу (Uzun Yolu, довгий шлях), який веде від Конії до Аксарая і далі в Персію. Після того, як Султан Хан був частково знищений пожежею, його відновив та розширив у 1278 р. губернатор Серацеддін Ахмед Керимеддін бін Ель Хасан під час правління султана Кай-Хосрова III. Монументальний караван-сарай став тоді найбільшим у Туреччині. Це один з найкращих зразків архітектури анатолійських сельджуків. 

## Опис
Хан має вхід на сході, через піштак, 13- метрову браму, зроблену з мармуру, яка виступає з передньої стіни (шириною 50 м). Загострена арка, що охоплює ворота, прикрашена мукарнами та геометричими візерунками. Ця основна брама веде у відкритий двір розміром 44 х 58 м, який використовувався влітку. Настільки ж прикрашений склепінчастий прохід на протилежному боці відкритого двору, з нішами прикрашеними мукарнами, геометричними візерунками, що веде до критого двору (айвану), який використовувався взимку. Центральний прохід критого залу має склепінчасту стелю з поперечними ребрами, з короткою вежею, закритою куполом над центром склепіння. Купол має окулюс, який забезпечує повітря і світло в зал. 
Квадратна кам’яна кіоск-мечеть (köşk mescidi), найдавніший приклад в Туреччині, розташована посеред відкритого подвір’я. Конструкція з чотирьох різьблених склепінчастих склепінних арок підтримують мечеть. Невеликий молитовний зал мечеті містить багато прикрашений мехраб (маркер у напрямку кібли) і освітлений двома вікнами . Стайні розміщувалися в аркадах по обидва боки внутрішнього подвір'я. 

## Галерея

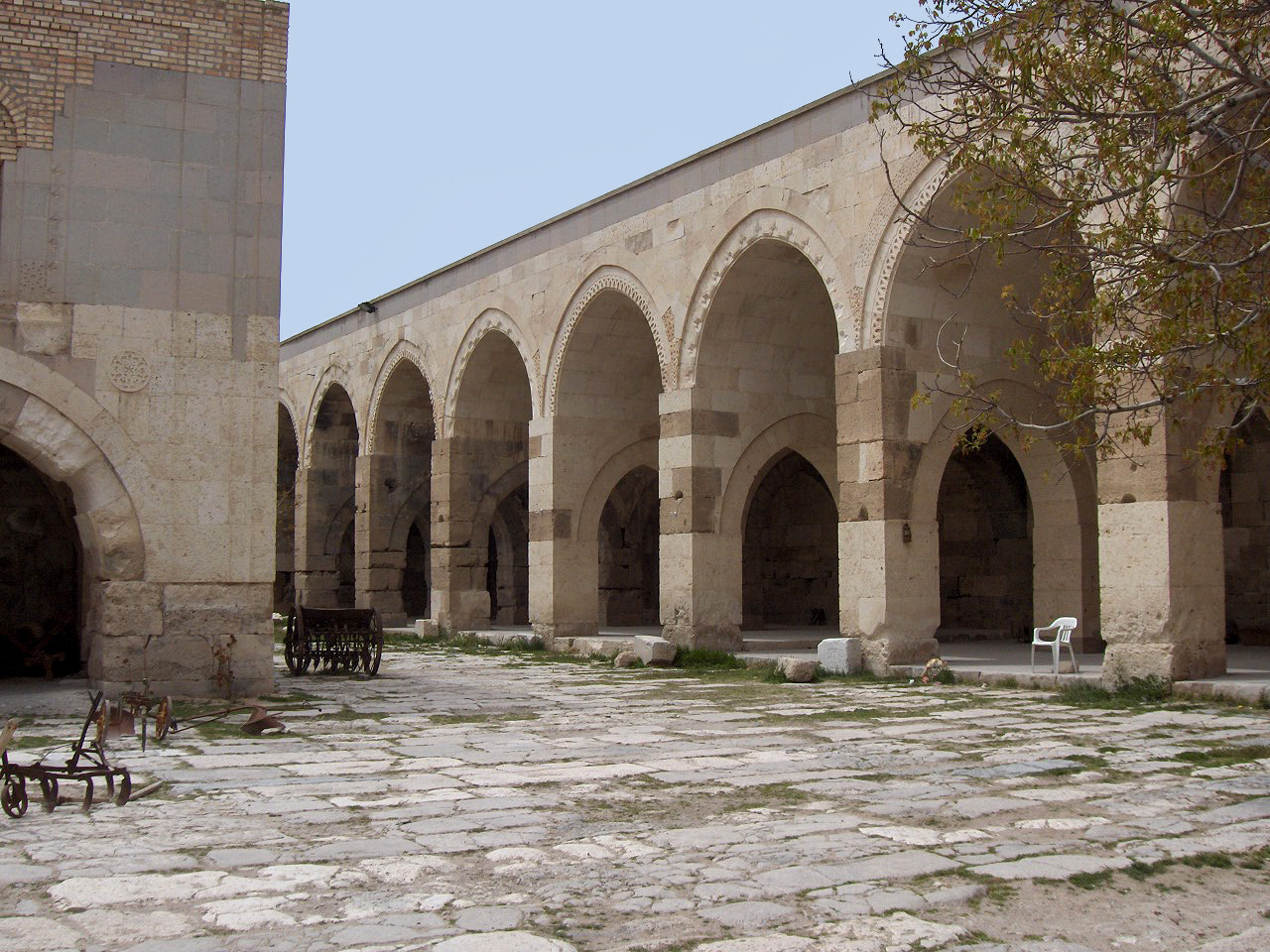
Внутрішній двір караван-сараю Султан Хан
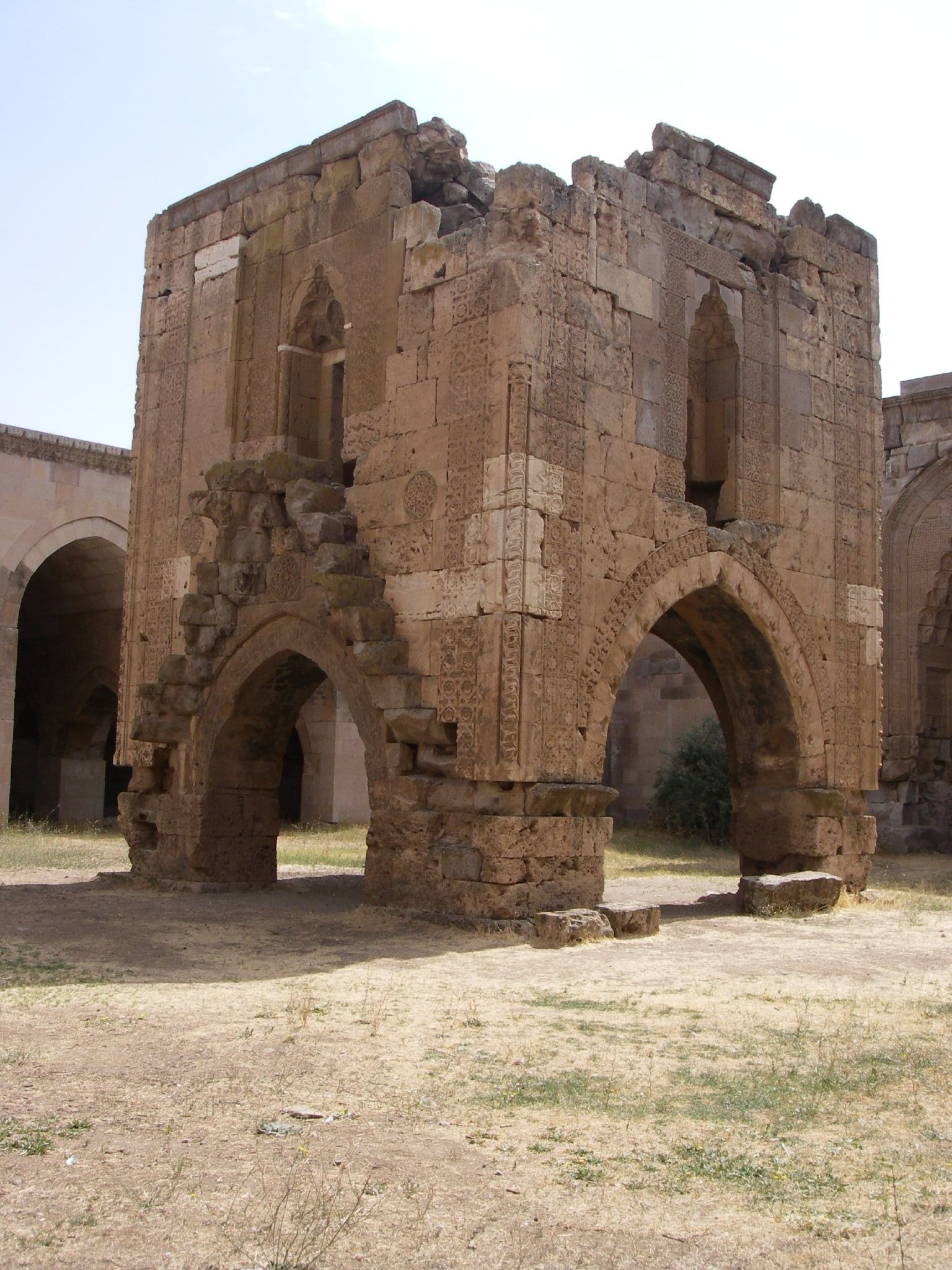
Квадрата кам'яна кіоск-мечеть Султан Хан
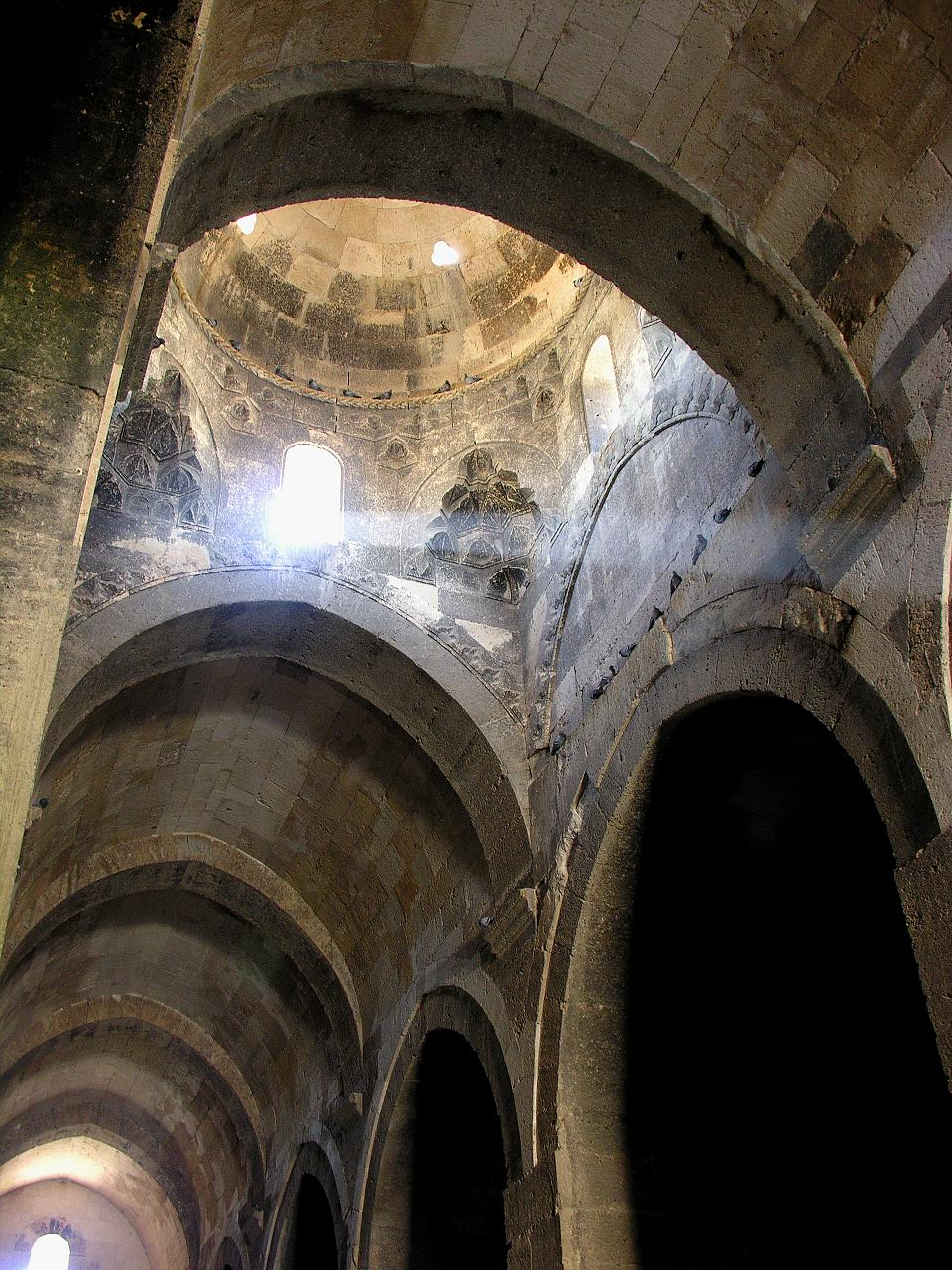
Купол в інтер'єрі караван-сараю
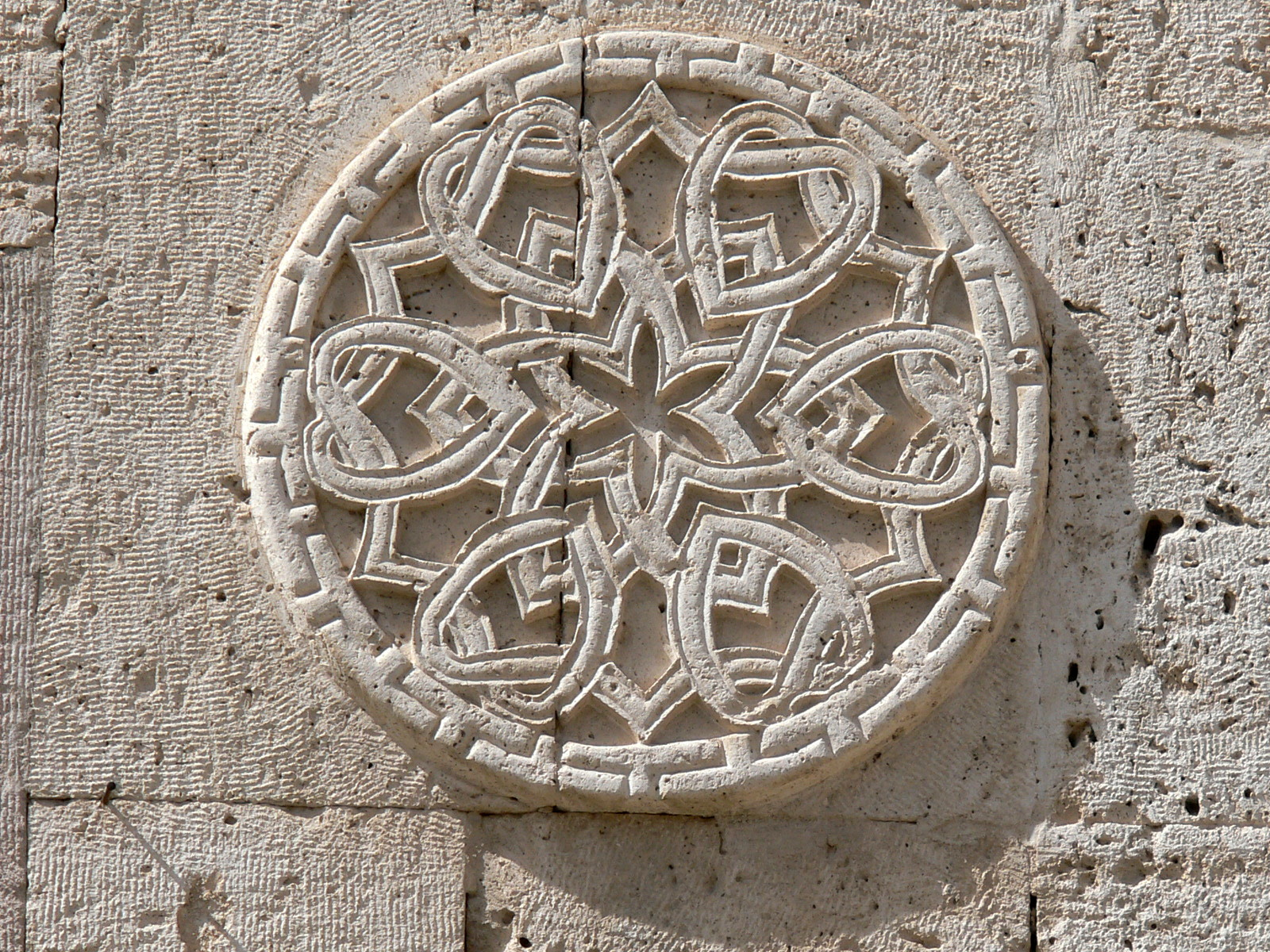
Деталь декоративної кам'яної кладки на кіоск-мечеті
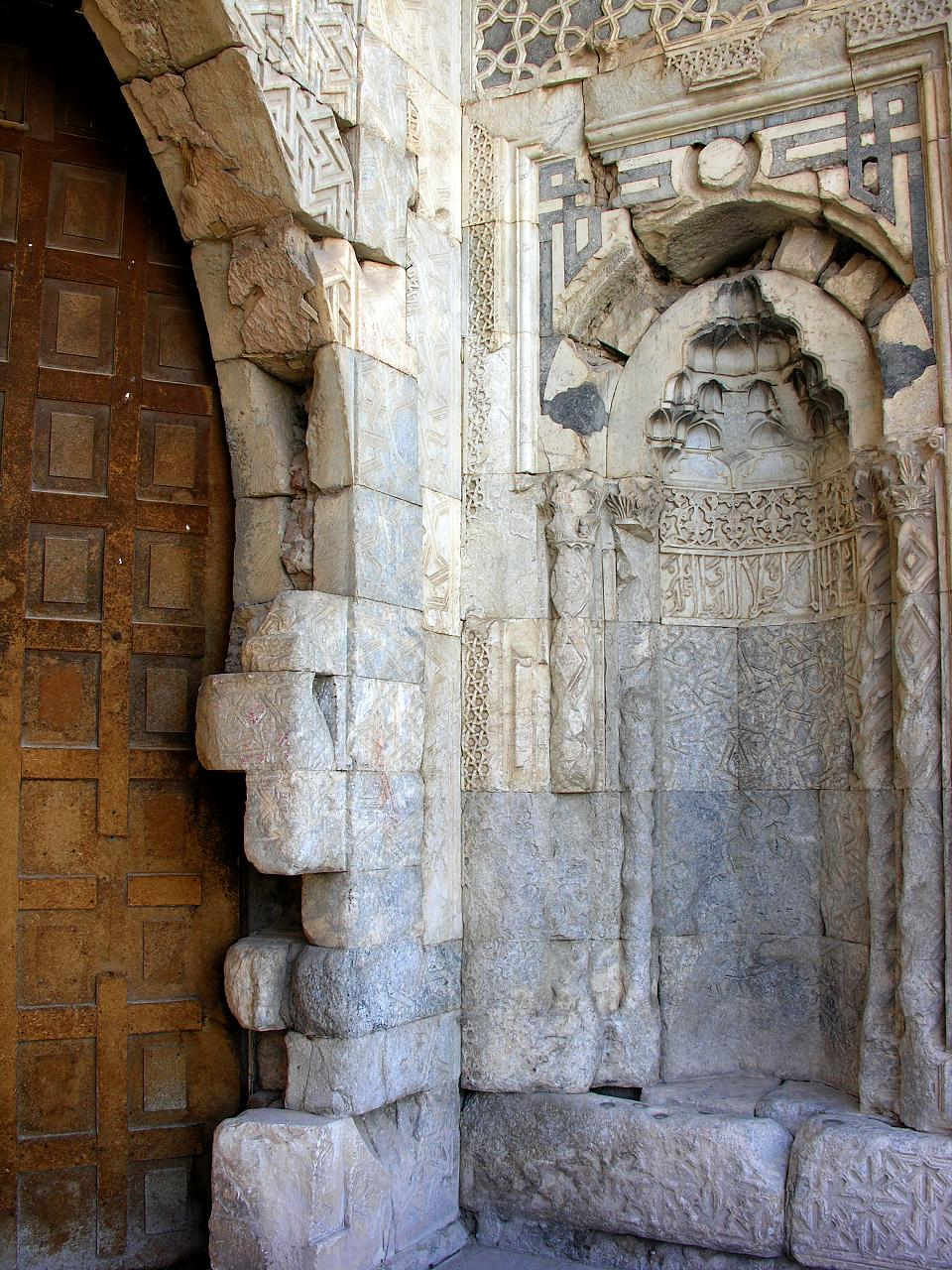
Внутрішня ніша та двері
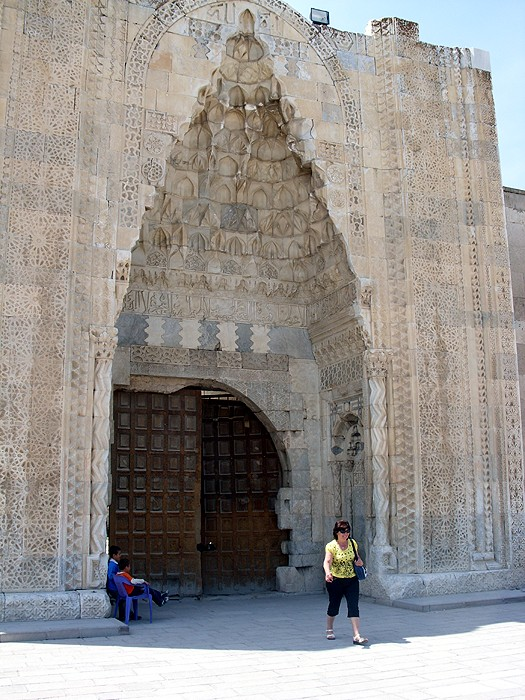
Піштак

## Дивись також
- Архітектура сельджуків
- Список карвансараїв у Туреччині